# IM Девы
IM Девы (лат. IM Virginis), HD 111487 — двойная затменная переменная звезда типа Алголя (EA:) в созвездии Девы на расстоянии приблизительно 269 световых лет (около 82,4 парсек) от Солнца. Визуальная звёздная величина звезды — от +9,89m до +9,74m. Орбитальный период — около 1,3086 суток. Возраст звезды определён как около 2,554 млрд лет.
Открыта Л. А. Маршаллом и др. в 1988 году*.

## Характеристики
Первый компонент — жёлтый карлик спектрального класса G5, или G5-6V, или G7V, или G7. Масса — около 0,981 солнечной, радиус — около 1,061 солнечного, светимость — около 1,052 солнечной. Эффективная температура — около 5133 K.
Второй компонент — оранжевый карлик спектрального класса K7V, или K7. Масса — около 0,664 солнечной, радиус — около 0,681 солнечного, светимость — около 0,136 солнечной. Эффективная температура — около 4246 K.